# 4373 Crespo
4373 Crespo eller 1985 PB är en asteroid i huvudbältet som upptäcktes den 14 augusti 1985 av den amerikanske astronomen Edward L.G. Bowell vid Anderson Mesa Station. Den är uppkallad efter Antonio Crespo.
Asteroiden har en diameter på ungefär 5 kilometer.